# 1895 en bande dessinée
Chronologie de la bande dessinée :
Avant 1895 en bande dessinée - 1895 en bande dessinée - 1896 en bande dessinée
Cet article présente les faits marquants de l'année 1895 en bande dessinée.

## Évènements

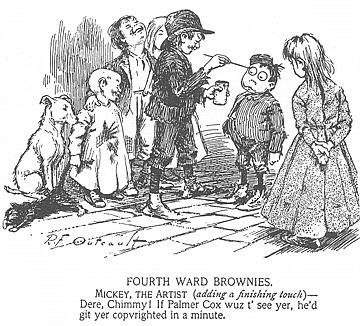
Premier dessin d'humour où apparaît le Yellow Kid publié dans le New York World.

- 17 février : Première apparition du Yellow Kid de Richard F. Outcault dans le quotidien américain New York World

## Nouveaux albums
Voir aussi : Catégorie:Album de bande dessinée sorti en 1895

## Naissances
- 4 mars : Milt Gross
- 7 août : Alain Saint-Ogan, auteur de la série Zig et Puce.
- 16 septembre : Gene Ahern, auteur américain
- 19 octobre : Mat